# Soc espia
Soc espia (títol original: I spy) és una pel·lícula estatunidenca dirigida per Betty Thomas, estrenada l'any 2002. És una adaptació de la sèrie televisada americana I Spy difosa durant 3 temporades a partir de 1965. Moltes escenes exteriors del film han estat rodades a Budapest. Ha estat doblada al català

## Argument
Quan el prototip d'un avió espia dels més sofisticats, el Doble Sabre, és robat al govern americà, Alex Scott, un agent secret, és trucat d'urgència per trobar-lo. El que no sap és que ha de fer equip amb un campió del món de boxa molt suficient i segur de si mateix, Kelly Robinson. La seva missió serà d'utilitzar els seus dots complementaris per atrapar Arnold Gundars, venedor d'armes il·legals molt reputat, i reprendre possessió de l'avió. Però Alex caurà ràpidament sota l'encant de Rachel, la seva col·lega que ha vingut a ajudar-lo.

## Repartiment
- Eddie Murphy: Kelly "Rob" Robinson
- Owen Wilson: Agent especial Alex Scott
- Famke Janssen: Agent especial Rachel Wright
- Malcolm McDowell: Arthur Gundars
- Gary Cole: Carlos
- Lynda Boyd: Edna
- Crystal Lowe: noia bonica
- Kevin Rushton: guàrdia

## Rebuda
- Premis 2002: 3 Nominacions als Premis Razzie, incloent pitjor actor i remake o seqüela
- Crítica 
  - "Fins i tot el grapat de moments que són divertits semblen reciclats de vells esquetxos del Sr. Murphy."[3]
  - "Fluixa, lenta, buida, estúpida, amateur, sense gràcia, sense suspens, sense forma i escrita, dirigida i interpretada sense enginy -els efectes especials empesten, també-."[4]